# Hey Monday
Hey Monday (tidigare Blake) är ett rock/powerpopband från West Palm Beach, Florida, USA. Bandet består av Cassadee Pope (sång), Jersey Moriarty (elbas), Mike Gentile (sologitarr) och Alex Lipshaw (kompgitarr). Deras före detta trummis Elliot James hoppade av bandet 2009, så nu har de en turnémedlem med sig från deras crew Patrick McKenzie som spelar på trummorna istället. Bandet upptäcktes först av Alex William, från A&R-webbsidan Crazed Hits, innan de kontrakterades av Columbia Records och Fall Out Boys Pete Wentzs skivbolag, Decaydance Records. Deras debutalbum Hold on Tight släpptes den 7 oktober 2008. Deras första singel från albumet, "Homecoming", fanns med på CitizensFOB mixtape. Sångerskan, Cassadee, sjöng också i låten "Take My Hand" av The Cab på blandbandet.

## Medlemmar
Senaste medlemmar
- Cassadee Pope – sång, gitarr (2008–2011)
- Mike Gentile – sologitarr (2008–2011)
- Alex Lipshaw – rytmgitarr, bakgrundssång (2008–2011)
- Chris Gentile – basgitarr (2010–2011)
- Patrick McKenzie – trummor, slagverk (2010–2011)

Tidigare medlemmar
- Elliot James – trummor, slagverk (2008–2009)
- Michael "Jersey" Moriarty – basgitarr, bakgrundssång (2008–2010)

## Diskografi
Album
- Hold on Tight (2008)

EP
- Beneath It All (2010)
- Candles (2011)
- The Christmas EP (2011)

Singlar
- "Homecoming" (2008)
- "How You Love Me Now" (2009)
- "I Don't Wanna Dance" (2010)
- "Candles" (2011)